# Chemin synodal
Le Chemin synodal (en allemand : Synodaler Weg) est un ensemble de débats qui a eu lieu entre 2019 et 2023 au sein de l'Église catholique en Allemagne. 
Il avait pour but de discuter d'une série de questions religieuses, spirituelles, sociétales, théologiques et organisationnelles concernant l'Église catholique, ainsi que de la crise liée à la publication en 2018 d'un rapport sur les abus sexuels dans l'Église catholique allemande. La Conférence épiscopale allemande et le Comité central des catholiques allemands en ont conjointement assuré la direction. Le Chemin synodal allemand s'est ouvert le 1er décembre 2019 et terminé le 11 mars 2023 après cinq sessions.
Le Chemin synodal allemand, lancé par le cardinal Reinhard Marx, contient des propositions de réforme et renforce le pouvoir des Églises locales.